# Phaedon kimotoi
Phaedon kimotoi es una especie de insecto coleóptero de la familia Chrysomelidae.
Fue descrita científicamente en 1979 por Daccordi.